# Brevet de technicien supérieur - Étude et réalisation d'agencement
Le brevet de technicien supérieur- Étude et réalisation d'agencement  est un BTS permettant de reconnaître les savoir-faire en conception, organisation, gestion et suivi de chantier ; il concerne à la fois l’aspect technique et l’aspect conceptuel de l’architecture.
Accessible après le baccalauréat général ou technologique, ce BTS a des débouchés nombreux et diversifiés, et prépare l’insertion dans la vie professionnelle par un stage à temps plein de huit à dix semaines de stage à temps plein dans une entreprise. Il n’est pas proposé dans toutes les régions de France, mais peut être suivi à distance.

## Unités d’épreuves
- Unité 1 : Français – examen écrit de deux heures et de coefficient 2
- Unité 2 : Langue vivante étrangère 1 – examen écrit de deux heures et de coefficient 1, et examen oral de vingt minutes et de coefficient 1
- Unité 3 – coefficient 4 :
  - 3.1 : Mathématiques – épreuve écrite de deux heures et de coefficient 2
  - 3.2 : Sciences physiques – épreuve écrite de deux heures et de coefficient 2
- Unité 4 : Économie et gestion d’entreprise – examen écrit de trois heures et de coefficient 2
- Unité 5 : Arts, civilisation et techniques de l’habitat et de l’agencement – épreuve écrite de trois heures et de coefficient 4
- Unité 6 : Épreuve professionnelle de synthèse – coefficient 8 :
  - 6.1 : Élaboration d’un dossier – épreuve orale d’une heure dix minutes et de coefficient 7
  - 6.2 : Compte-rendu d’activités – épreuve orale de vingt minutes et de coefficient 1